# رودي جولياني
رودولف ويليام لويس جولياني المعروف بـرودي جولياني (بالإنجليزية: Rudy Giuliani) (ولد 28 أيار 1944) سياسي أمريكي من أصل إيطالي، والحاكم السابق لمدينة نيويورك، وأحد أبرز المرشحين للرئاسة الأمريكية لانتخابات عام 2008 عن الحزب الجمهوري.
حصل جولياني على شهادة في القانون وعمل في هيئة الإدعاء العام الفيدرالية، ثم صار حاكماً لولاية نيويورك عن الحزب الجمهوري بين عامي 1994 م و2001 م، وكان حاكماً للمدينة وقت وقوع أحداث 11 سبتمبر 2001.
يعرف جيولياني بالمواقف الليبرالية اجتماعياً، مثل إقراره بحق المرأة بالإجهاض ودعمه لقوانين التحكم بامتلاك الأسلحة النارية، كما يعرف باعتناقه فكر المحافظين الجدد واليمينيين الصهاينة في السياسة الخارجية، وما زال يفتخر بطرده للرئيس الفلسطيني ياسر عرفات من قاعة للمسرح في نيويورك.
جيولياني تصدّر استطلاعات الرأي بين الجمهوريين على مستوى الولايات المتحدة، إلا أنه متأخر عن بعض المرشحين الآخرين في كثير من الولايات مثل آياوا ونيو هامبشير وساوث كارولينا.

## روابط خارجية
- رودي جولياني على موقع IMDb (الإنجليزية)
- رودي جولياني على موقع الموسوعة البريطانية (الإنجليزية)
- رودي جولياني على موقع الموسوعة البريطانية (الإنجليزية)
- رودي جولياني على موقع مونزينجر (الألمانية)
- رودي جولياني على موقع ميوزك برينز (الإنجليزية)
- رودي جولياني على موقع إن إن دي بي (الإنجليزية)
- رودي جولياني على موقع قاعدة بيانات الفيلم (الإنجليزية)
- رودي جولياني على موقع كينوبويسك (الروسية)